# Station Otusz
Station Otusz is een spoorwegstation in de Poolse plaats Skrzynki.